# スフィンクス (ネコ)
スフィンクス（英: Sphynx）は、ネコの品種のひとつ。無毛のネコとして知られるが、まったくの無毛ではなく、極めて短い産毛に覆われている。また、まばらに毛が生えている個体も存在する。ヒゲはない。かつては「カナディアン・ヘアレス」とも呼ばれていた。

## 特徴
平均体重は 3.5-7 kg。気質は陽気で活発であり、人なつっこく社交的である。被毛に覆われていないため、暑さにも寒さにも弱く、室内で飼う必要がある。また皮脂を吸い取る被毛がないので皮膚が脂っぽくなりやすく、飼い主は毎日皮脂をふき取ってやる必要がある。ほかの猫種では被毛と皮膚に色のパターンが現れるが、この猫種では皮膚の色を直に確認できる。すべての色のパターンが認められる。体温が他の猫より4℃高い。

## 起源
1966年、カナダのトロントで、イエネコの突然変異により誕生、最初のスフィンクスは「プルーン」という名の猫であったが、この血統は途絶えた。
現在、アメリカおよびヨーロッパのスフィンクスは、以下の2つの自然発生個体を起源とする。
- Dermis and Epidermis (1975) from the Pearsons of Wadena, MN, USA
- Bambi, Punkie, and Paloma (1978) found in Toronto, ON, Canada（Shirley Smithによって拾われた）

その後、デボンレックスと交配され、現在に至っている。現在、異種交配種はデボンレックスのみが認められている。しかし、重大な歯の障害および神経系の障害が発生する恐れがあり、ほとんどの団体では公認していない。

## ギャラリー

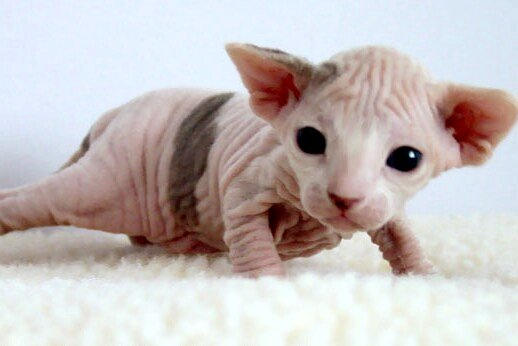
生まれて2週間の子猫
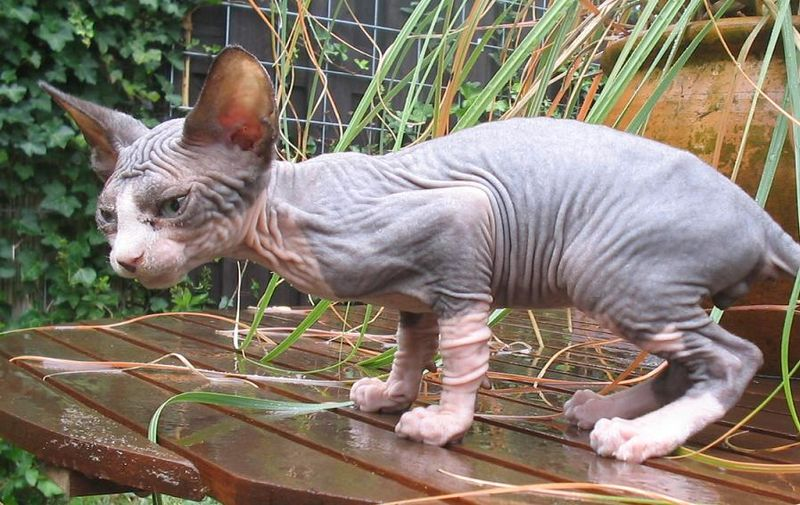
12週目
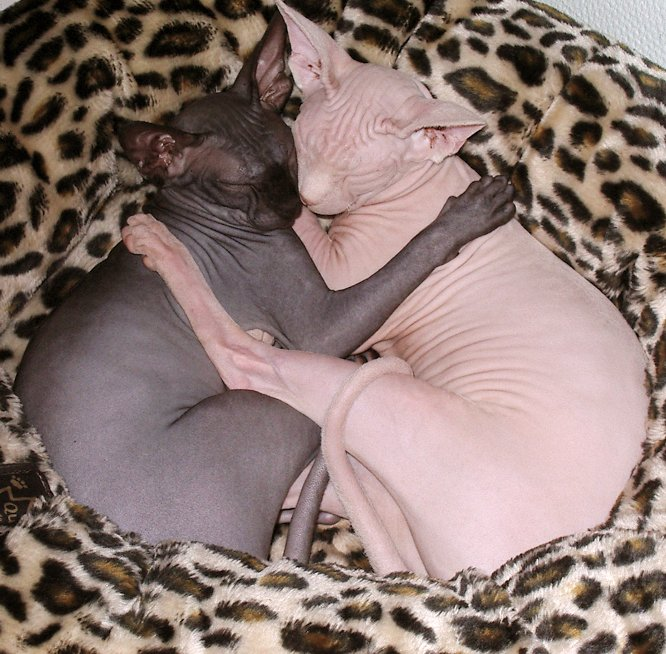
白と黒の眠る猫
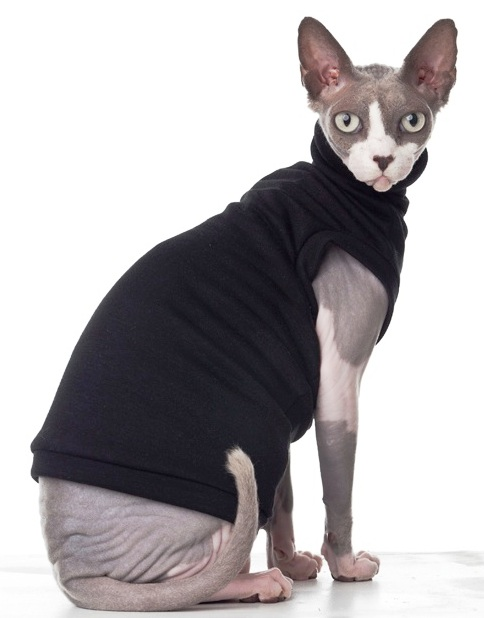
服を着た猫